# Auguste Darzens
 (mai 2020).
Pour les articles homonymes, voir Darzens.
Auguste Georges Darzens, né à Moscou le 12 juillet 1867 et décédé à Paris le 10 septembre 1954, est un chimiste français.

## Biographie
Auguste Georges Darzens est né à Moscou le 12 juillet 1867 où il passe son enfance. Il est issu d'une fratrie comptant deux autres enfants, l'aîné, Rodolphe et une sœur. La famille plonge ses racines dans le pays basque et dans l'Aude. Son père, négociant, effectuait une ou deux fois par an la liaison entre la France et la Russie, échangeant d'un pays l'autre les valeurs artistiques, les articles de luxe ou les produits nouveaux. Les vins du Midi parvinrent probablement pour la première fois au-delà du Danube par son intermédiaire. Sa mère, directement apparentée à la famille de Léon Frapié, grande musicienne, pianiste connue, avait fait ses débuts remarqués et prometteurs au Conservatoire de Paris, qu'elle abandonna lors de son mariage. C'est donc dans une ambiance dynamique et sensible au rythme et à la beauté, que Auguste Georges Darzens vécut ses premières années. Rodolphe, esprit créatif et littéraire, illustra le côté artiste de la famille.
À l'âge de treize ans, Georges étudie au collège Sainte-Barbe, à Paris, où il prépare le concours d'entrée à l'École polytechnique. Reçu en 1886, il y fait l'intégralité de sa carrière, y devenant professeur de chimie de 1913 à 1937. Il hésita sur sa voie, son premier penchant fut pour l'astronomie. Une mauvaise vue l'en dissuada. À sa sortie de Polytechnique, 39e d'une promotion de 226, il hésitait encore sur son orientation. Licencié en mathématiques et en sciences physiques, il obtient l'agrégation de physique en 1895. Dès 1890, il était inscrit à la faculté de médecine, pour y obtenir son doctorat en 1899. Il s'intéressa plus particulièrement à l'optique physiologique, publiant en 1895 une théorie de la perception des couleurs. 
À partir de 1897,  Il fut embauché par un autre polytechnicien, Jacques Rouché, alors administrateur de la maison L.T. Piver, étant agrégé de physique, Georges Darzens était considéré comme le premier chimiste sur la place. Ensemble, Rouché et Darzens vont révolutionner l’art du parfumeur en introduisant dans la composition des essences, les nouvelles matières chimiques appropriées, c’est-à-dire celles dont la teneur olfactive pourrait remplacer certaines fleurs naturelles et fixer les autres. Leur première création fut « Le Trèfle Incarnat » que l’on voit encore mentionné dans certains romans et pièces de théâtre de l’époque tant il eut de renom. Ce succès n’est pas seulement dû au parfum lui-même, mais aux présentations modernes mais à ce nouvel art 1900 qui avait enthousiasmé Rouché. Darzens, à l’origine de la première synthétisation du salicylate d’amyle, avait créé l’un des ingrédients clés du Trèfle Incarnat pour son odeur estivale et herbifère. Entre 1904 et 1906, il met au point une méthode générale de synthèse des aldéhydes à l'aide des acides glycidiques substitués, connue sous le nom de réaction de Darzens. Cette percée en la matière lui ouvre les portes du laboratoire de recherche de L.T. Piver, dont il prendra la direction jusqu'en 1920. L’introduction des matières premières comme l’hydroxycitronellal (dit « faux muguet ») dans les formules rendait les parfums tenaces.
C'est presque nonagénaire et ayant gardé une vitalité peu commune et une complète lucidité, qu'il meurt le 10 septembre 1954 à son domicile de Paris au 16 de la rue Chardon-Lagache.